# Saint-Escobille
Saint-Escobille é uma comuna francesa na região administrativa da Ilha-de-França, no departamento de Essonne. Estende-se por uma área de 12 km². Em 2010 a comuna tinha 552 habitantes (densidade: 46 hab./km²).